# Scalpellum korotkevitshae
Scalpellum korotkevitshae is een rankpootkreeftensoort uit de familie van de Scalpellidae. De wetenschappelijke naam van de soort is voor het eerst geldig gepubliceerd in 1968 door Zevina.